# Spaceman (Babylon Zoo)
Spaceman è una canzone del gruppo britannico dei Babylon Zoo. La canzone è celebre per il suono estremamente distorto delle chitarre, e per la parte vocale resa molto robotica.
Il singolo conquista la vetta della classifica inglese il 21 gennaio 1996, vendendo 418 000 copie nella prima settimana di pubblicazione. All'epoca fu il singolo d'esordio di un artista ad avere il maggior numero di vendite in una settimana. Inoltre il singolo arrivò in vetta a quasi tutte le classifiche dei paesi in cui è stato messo in commercio.
Il singolo prese il posto del celebre brano Boombastic negli spot televisivi della Levi's.
Katie Melua ha eseguito una versione acustica del brano durante un concerto, mentre il gruppo Kovenant ha registrato una cover nel loro album Animatronic. Anche i Cinema Bizarre hanno registrato una cover della canzone nel 2008.

## Tracce

### Versione 1
1. Spaceman (Radio Edit)
2. Spaceman (The 5th Dimension)
3. Spaceman (Arthur Meets The Spaceman)
4. Spaceman (E Before I)

### Versione 2
1. Spaceman (Radio Edit)
2. Metal Vision
3. Blue Nude
4. Spaceman (E Before I)

## Classifiche
| Chart (1996)  | Peak position |
| ------------- | ------------- |
| Svizzera      | 2             |
| Austria       | 1             |
| Francia       | 1             |
| Olanda        | 3             |
| Belgio        | 1             |
| Svezia        | 1             |
| Finlandia     | 1             |
| Norvegia      | 1             |
| Australia     | 3             |
| Nuova Zelanda | 4             |
| Regno Unito   | 1             |
| Italia        | 2             |